# Vergnügungszug
Vergnügungszug, op. 281, är en polka-schnell av Johann Strauss den yngre. Den framfördes första gången den 19 januari 1864 i Redouten-Saal i Wien.

## Historia
1837 hade Österrikes första järnvägslinje startat. Under 1860-talet började turismen gradvis öka och intresset för tågresor genererade i så kallade "Nöjeståg" (ty: Vergnügungszug) som erbjöd resor till attraktiva destinationer. Till Industrisällskapets bal den 19 januari komponerade Johann Strauss en polka med den passande och aktuella titeln Vergnügungszug. 

## Om polkan
Speltiden är ca 2 minuter och 53 sekunder plus minus några sekunder beroende på dirigentens musikaliska tolkning.